# Vladimír Řehan
Vladimír Řehan (* 28. ledna 1948 Olomouc) je vysokoškolský pedagog, klinický psycholog, adiktolog. 

## Život
Vladimír Řehan se narodil v Olomouci 28. ledna 1948 jako druhý syn. Jeho matka pracovala jako úřednice na československé poště, otec byl stavbyvedoucím a chvíli ředitelem firmy PREFA Olomouc. Přesto otec nikdy nevstoupil do komunistické strany. Bratři Řehanovi sportovali od dětství. Vladimir hrál volejbal v lize po mnoho let a jeho bratr Jaroslav reprezentoval Československo v hodu kladivem v letech 1959 až 1968.
V osmnácti letech, kdy byly poměry o něco uvolněnější, vstoupil do komunistické strany. Jak sám řekl, v indiskrétnosti svého mládí si představoval, že on a další podobně smýšlející komunisté změní systém zevnitř. O dva roky později, v roce 1968, však vojska Varšavské smlouvy vtrhla do Československa a okupace definitivně ukončila obrodný proces. Jako mnoho dalších se přidal k demonstrantům a při normalizačních prověrkách byl vyloučen z KSČ. O 15 let později byl kontaktován StB, nucen ke spolupráci, ale nakonec odmítl podepsat. Po změně politické nastoupil na katedru psychologie UP Olomouc.
V letech 1972 až 1991 pracoval jako klinický psycholog v psychiatrické léčebně ve Šternberku. Tam se zaměřil především na diagnostiku a léčbu závislých na alkoholu a jiných drogách a doléčování psychiatrických pacientů. Publikoval mnoho studií, především v Antialkoholním obzoru. 
Na katedře psychologie UP Olomouc působil od 1. září 1991, od roku 1994 jako její vedoucí až do konce roku 2011. V letech 1994 až 2006 postupně zastával funkci proděkana, dvě volební období děkany a nakonec prorektora. V letech 1997–2000 realizoval výzkum GA ČR „Některé sociálně-psychologické charakteristiky současné české zaměřením na aplikovanou psychodiagnostiku, oblast drogových závislostí a podobně“. Přednášel úvod do sociální psychologie, úvod do práce s klientem a adiktologii, garantoval klinické praxe, vedl ročníkové, bakalářské a magisterské diplomové práce. Jako školitel přivedl k doktorské promoci 20 postgraduálních studentů.
V roce 2015 získal cenu adiktologie.